# Bahnstrecke Gundelfingen–Sontheim-Brenz
| |                      |                             |                             |
| Streckennummer (DB): | 5352                 |                             |                             |
| Kursbuchstrecke (DB): | 411h (1944, 1946)    |                             |                             |
| Streckenlänge: | 8,697 km             |                             |                             |
| Spurweite: | 1435 mm (Normalspur) |                             |                             |
| Maximale Neigung: | 5,00 ‰               |                             |                             |
| Minimaler Radius: | 300 m                |                             |                             |
| |                      |                             |                             |
| \| \| \| von Ingolstadt \| \| \| \| 0,000 \| Gundelfingen (Bay) \| 431,3 m \| \| \| \| nach Neuoffingen \| \| \| \| 5,552 \| Bächingen (Brenz) \| 443,3 m \| \| \| 6,000 \| Grenze Bayern / Württemberg \| Grenze Bayern / Württemberg \| \| \| \| von Ulm \| \| \| \| 8,697 \| Sontheim-Brenz \| 444,8 m \| \| \| \| nach Aalen \| \| |                      |                             |                             |
| Strecke |                      | von Ingolstadt              | von Ingolstadt              |
| Bahnhof | 0,000                | Gundelfingen (Bay)          | 431,3 m                     |
| Abzweig ehemals geradeaus und nach links |                      | nach Neuoffingen            | nach Neuoffingen            |
| Haltepunkt / Haltestelle (Strecke außer Betrieb) | 5,552                | Bächingen (Brenz)           | 443,3 m                     |
| Grenze (Strecke außer Betrieb) | 6,000                | Grenze Bayern / Württemberg | Grenze Bayern / Württemberg |
| Abzweig ehemals geradeaus und von links |                      | von Ulm                     | von Ulm                     |
| Bahnhof | 8,697                | Sontheim-Brenz              | 444,8 m                     |
| Strecke |                      | nach Aalen                  | nach Aalen                  |

Die Bahnstrecke Gundelfingen–Sontheim-Brenz war eine 8,7 Kilometer lange Nebenbahn, die Gundelfingen an der Donau in Bayern und Sontheim an der Brenz in Baden-Württemberg unter Umgehung von Ulm Hauptbahnhof verband. Sechs Kilometer lagen auf bayerischem und 2,7 Kilometer auf württembergischen Gebiet.

## Namen
Im Volksmund wurde der Bahn – wie anderen Nebenbahnen – verschiedene Namen gegeben: Da mehrfach Gänse von Zügen überfahren worden sein sollen, wurde sie Gäns-Metzger (schwäbisch Gähsmetzger) genannt. In Sontheim leitete sich Boyerle aus der Verbindung zu Bayern ab. Durch die Nutzung zu Hamsterfahrten am Ende des Zweiten Weltkrieges kam die Bezeichnung Knoblauch-Express auf.

## Geschichte
1899 gab es Pläne für eine elektrische Lokalbahn zwischen den Gemeinden Gundelfingen und Sontheim an der Brenz.
Auf Grundlage eines bayerisch-württembergischen Staatsvertrags vom 12. April 1905 wurde die Strecke am 1. Mai 1911 eröffnet. Der Personenverkehr endete bereits nach 45 Betriebsjahren zum 2. Juni 1956. Bis Anfang 1959 diente die Strecke noch als Umgehungsstrecke, von Juni bis Juli des gleichen Jahres wurde sie demontiert. Die förmliche Stilllegung erfolgte – unterschiedlichen Quellen zufolge – am 15. September oder 31. Dezember 1964.
Stand 2025 sind nur noch am westlichen Ortsrand von Sontheim rund 800 m Gleise vorhanden, im Wesentlichen zwischen Gartenstraße und Bahnübergang Niederstotzinger Straße. Letzterer Abschnitt wird aktuell von der Interessengemeinschaft Sontheim/Brenz für Brauchtum und Technik (IGS) genutzt. Überlegungen über eine Reaktivierung der Gesamtstrecke werden angestellt, sind bislang jedoch noch nicht in konkrete Planungen gemündet.